# Pierre Krier
Pour les articles homonymes, voir Krier.
Pierre Krier, né le 5 mars 1885 dans la localité de Bonnevoie faisant partie de la commune de Hollerich et mort le 20 janvier 1947 à Luxembourg (Luxembourg), est un syndicaliste et homme politique luxembourgeois.

## Biographie
En 1916, il rejoint la rédaction du journal hebdomadaire et organe de presse du Parti socialiste d'expression allemande, Die Schmiede (lb). En septembre de la même année, il contribue à créer le premier syndicat à tendance socialiste du Luxembourg, le Luxemburger Metallarbeiter-Verband.
Lors d'une élection législative partielle qui a lieu le 30 mai 1918 dans le canton d'Esch-sur-Alzette pour remplacer le siège vacant laissé par la mort de l'ouvrier Jean Schortgen (lb), Pierre Krier est élu à la Chambre des députés sur la liste des sociaux-démocrates,. Il fait partie de l'Assemblée constituante élue entre juillet et août de la même année. Elle promulgue des révisions constitutionnelles qui introduisent le suffrage universel et le scrutin proportionnel plurinominal. À partir de juillet 1919, il devient le secrétaire général des syndicats libres Der Proletarier et en devient le directeur de publication. En octobre, il conserve son siège de député au parlement en se faisant réélire dans la nouvelle circonscription Sud. De 1924 à 1937, il est membre du conseil communal de la ville de Luxembourg. Il exerce son mandat de parlementaire jusqu'à sa nomination dans le gouvernement.
Le 5 novembre 1937, il est nommé dans le gouvernement dirigé par Pierre Dupong en tant que ministre de la Prévoyance sociale et du Travail dans le gouvernement Dupong-Krier. Il garde ce portefeuille jusqu'à sa mort en 1947, même lorsque ce gouvernement est en exil,.
Pierre Krier s'est marié à la syndicaliste et activiste pour le droit des femmes Lily Becker (lb). Il est également le frère de Antoine Krier (lb).
En son honneur, une place ainsi qu'une cité résidentielle porte son nom à Esch-sur-Alzette,.